# Domart-en-Ponthieu
Domart-en-Ponthieu là một xã ở tỉnh Somme, vùng Hauts-de-France, Pháp.

## Địa lý
Thị trấn này tọa lạc trên đường D216, khoảng 14 dặm Anh về phía đông nam của Abbeville.

## Dân số
| 1962                                                           | 1968 | 1975 | 1982 | 1990 | 1999 |
| -------------------------------------------------------------- | ---- | ---- | ---- | ---- | ---- |
| 1336                                                           | 1150 | 1152 | 1175 | 1107 | 1126 |
| Số liệu điều tra dân số từ năm 1962, dân số không tính hai lần |      |      |      |      |      |

## Địa điểm nổi bật
- Hình ảnh trên cao (tháng 1 năm 2007)

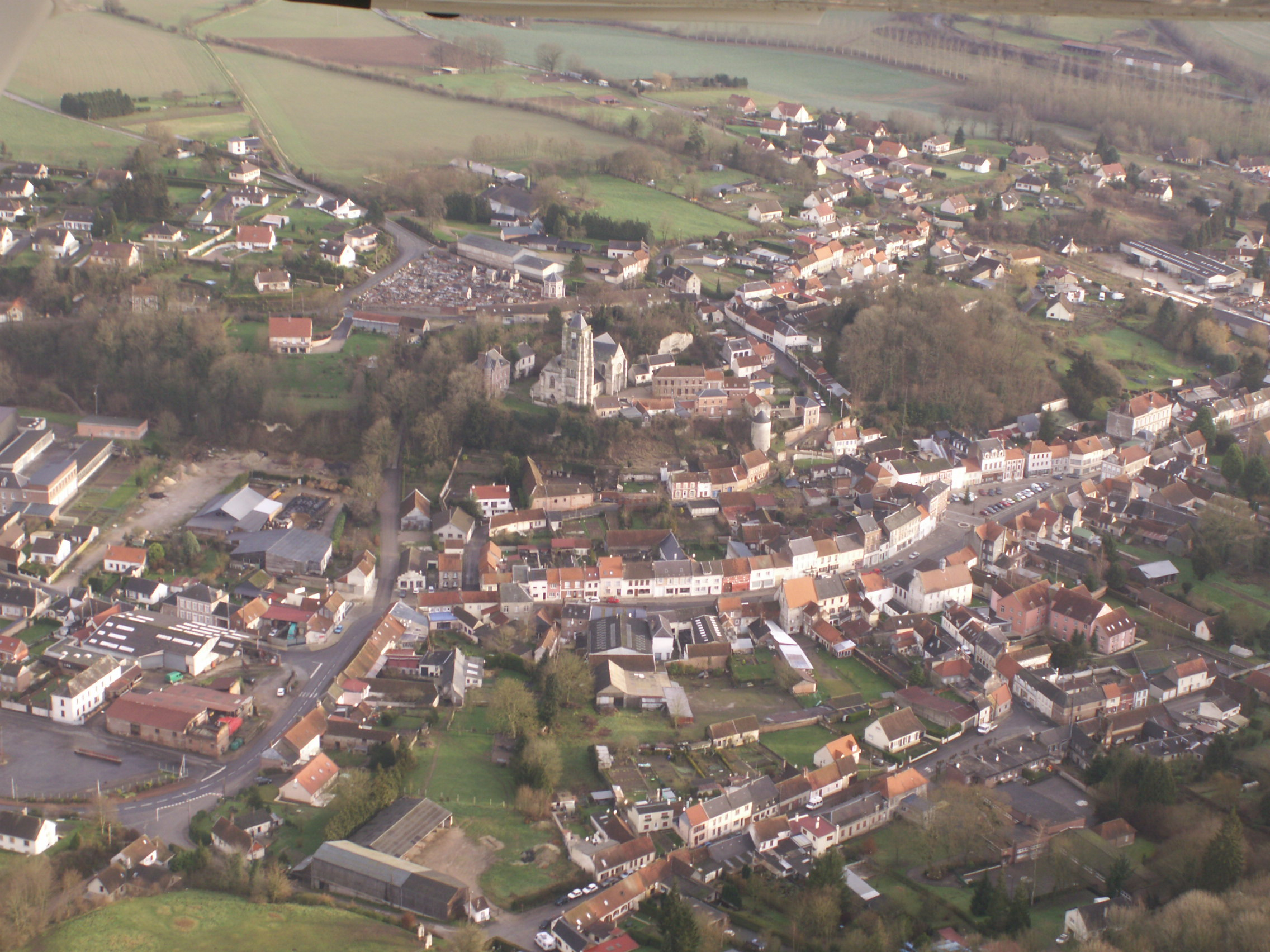
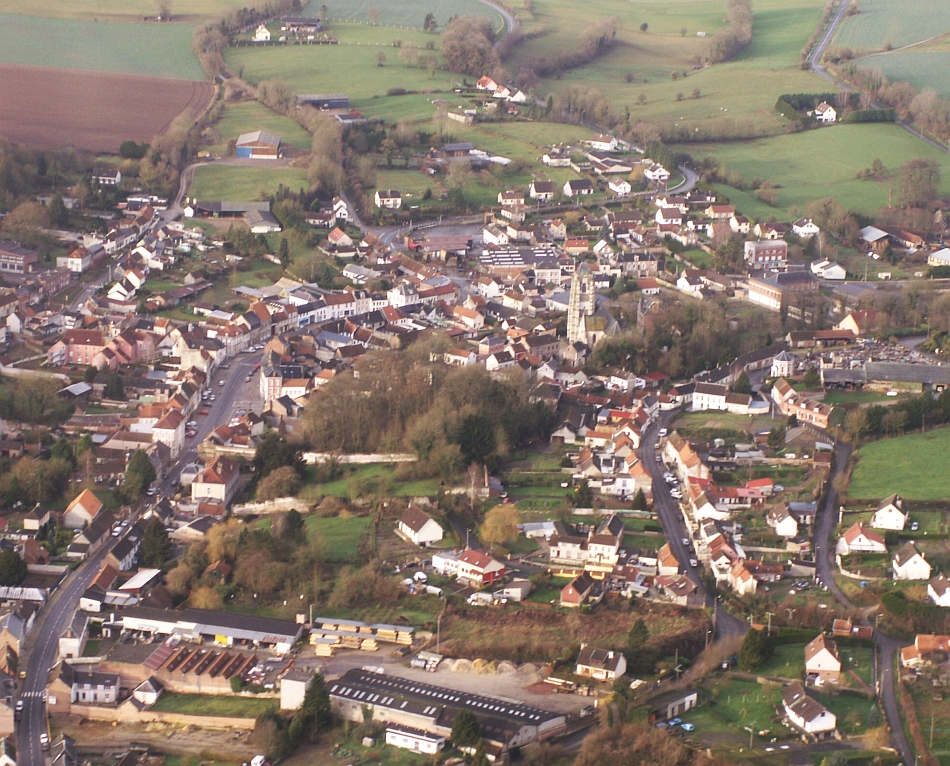
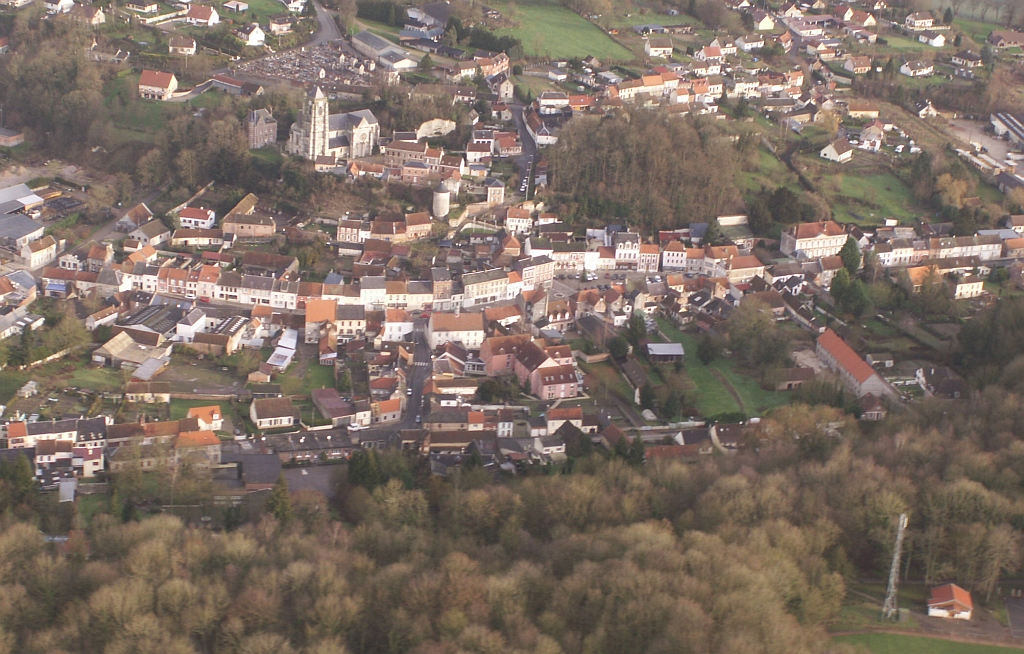
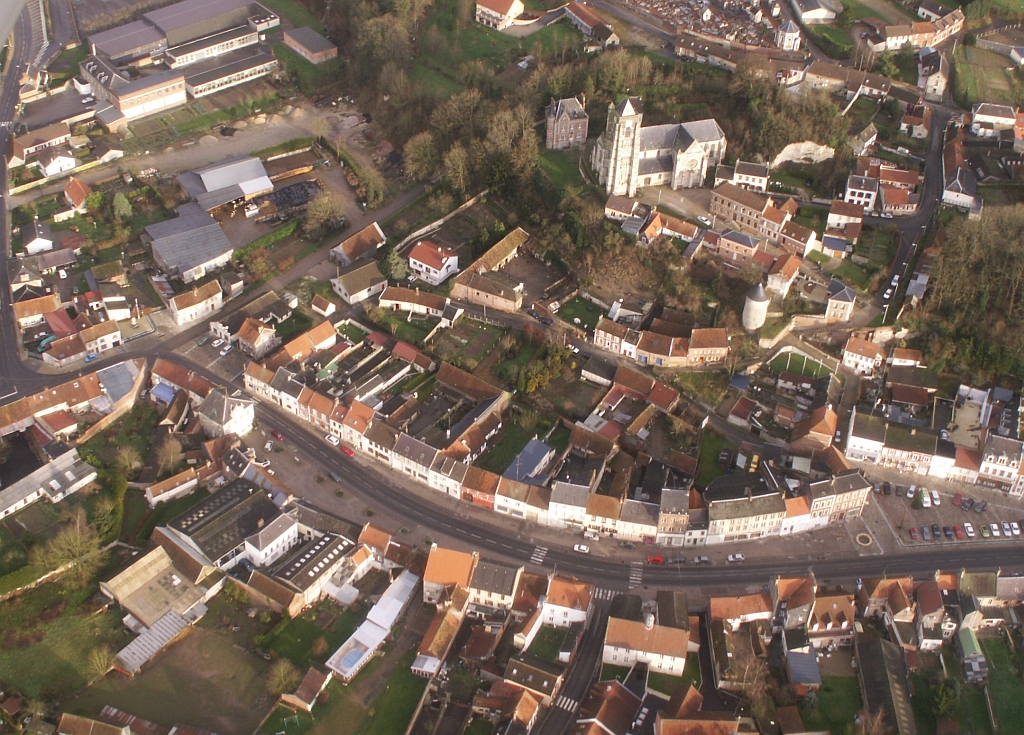
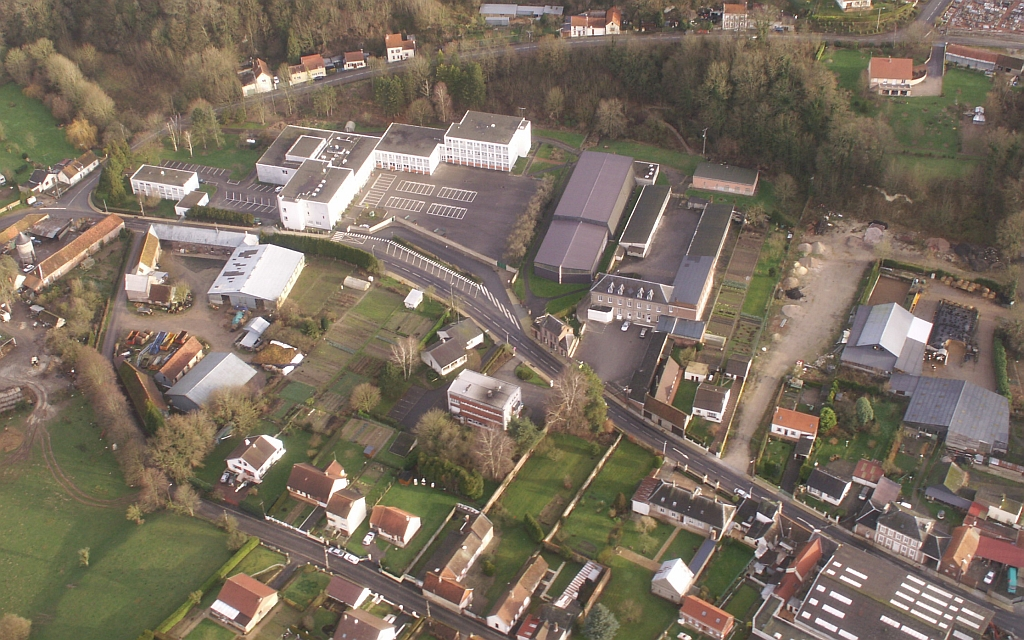